# El Molí (Torroja del Priorat)
El Molí és una obra de Torroja del Priorat (Priorat) inclosa a l'Inventari del Patrimoni Arquitectònic de Catalunya.

## Descripció
Conjunt de tres edificis i restes d'un quart, tots ells de planta rectangular i diferent nombre de pisos, coberts per teulades a dues vessants i bastits de maçoneria, arrebossada en alguns casos. Hi ha un canal d'entrada i un de sortida. No s'han pogut observar restes de les instal·lacions industrials que contingueren, almenys pel que respecta a material important.

## Història
El molí pertanyia a les instal·lacions del Mas del Marimon i utilitzava una presa d'aigua del riu Siurana com a força motriu. El promotor de la fàbrica d'electricitat fou Josep Blasco, promotor de fàbriques d'electricitat a d'altres indrets del país. Es dugueren les màquines i la fàbrica comença a funcionar el segon diumenge de febrer del 1911. Els Marimon vengueren l'empresa elèctrica a Joan Pich i Pon de Barcelona, que feu un canal riu avall i dugué la llum a Falset i Porrera. A l'estiu, quan faltava l'aigua, la fàbrica funcionava amb carbó, dut a carretades. Foren concretament les dificultats de transport i la pressió de les grans companyies el que obligà a tancar la fàbrica de Torroja.